# Prodegeeria tricincta
Prodegeeria tricincta là một loài ruồi trong họ Tachinidae.